# Dörfer mit Kirchenburgen in Siebenbürgen (Welterbe)
Sieben Dörfer mit Kirchenburgen in Siebenbürgen wurden zum UNESCO-Weltkulturerbe ernannt.

## Lage und Geschichte
In Siebenbürgen (Rumänien) sind etwa 150 Kirchenburgen und Wehrkirchen, die seinerzeit zur Verteidigung gegen Türken und Tataren-Einfälle erbaut wurden, in teilweise sehr gutem Zustand erhalten geblieben. Die Kirchenburgen des UNESCO-Weltkulturerbes befinden sich im Süden Siebenbürgens, zwischen den Flüssen Große Kokel und Alt, im Burzenland und im nördlicheren Kreis Bistritz. Sie wurden von den Siebenbürger Sachsen, von Ungarn und von Szeklern erbaut. Um ihren Erhalt bemüht sich die Stiftung Kirchenburgen.

## Liste Siebenbürgischer Dörfer mit Kirchenburgen im UNESCO-Weltkulturerbe
Die folgenden Dörfer mit Kirchenburgen wurden in das UNESCO-Weltkulturerbe eingetragen.
| Rumänischer Name | Kreis    | Deutscher und ungarischer Name        | Koordinaten                      | Fläche in ha | Pufferzone in ha | Jahr der Einschreibung | Bild |
| ---------------- | -------- | ------------------------------------- | -------------------------------- | ------------ | ---------------- | ---------------------- | ---- |
| Biertan          | Sibiu    | Birthälm – Berethalom                 | 46° 8′ 7,1″ N, 24° 31′ 16,8″ O   | 84,57        | 300,14           | 1993                   |      |
| Câlnic           | Alba     | Kelling – Kelnek                      | 45° 53′ 20,8″ N, 23° 39′ 37,7″ O | 33,79        | 252,95           | 1999                   |      |
| Dârjiu           | Harghita | Dersch – Székelyderzs                 | 46° 12′ 7,9″ N, 25° 11′ 57,2″ O  | 2,94         | 83,79            | 1999                   |      |
| Prejmer          | Brașov   | Tartlau – Prázsmár                    | 45° 43′ 19,4″ N, 25° 46′ 25,4″ O | 201,24       | 2.248,59         | 1999                   |      |
| Saschiz          | Mureș    | Keisd – Szászkézd                     | 46° 11′ 38,9″ N, 24° 57′ 36,3″ O | 126,9        | 411,2            | 1999                   |      |
| Valea Viilor     | Sibiu    | Wurmloch – Nagybaromlak               | 46° 4′ 59,7″ N, 24° 16′ 38,5″ O  | 55,16        | 214,45           | 1999                   |      |
| Viscri           | Brașov   | Deutsch-Weißkirch – Szászfehéregyháza | 46° 3′ 17,8″ N, 25° 5′ 19,1″ O   | 48,4         | 216,75           | 1999                   |      |